# Ia RSai
Ia RSai là một xã thuộc tỉnh Gia Lai, Việt Nam.
Xã Ia RSai có diện tích 196,69 km², dân số năm 2000 là 3.126 người, mật độ dân số đạt 16 người/km².
Xã Ia RSai là vùng đầu nguồn của sông Ea Rsai.